# Rolf Santesson
Rolf Santesson (19 de abril de 1916 Trollhättan - 17 de diciembre de 2013) fue un botánico, micólogo, briólogo, liquenólogo, profesor sueco.

## Biografía
En 1939, pasó ocho meses en una expedición a la Patagonia y Tierra del Fuego con el ornitólogo sueco Claes Ulrogom. Con la Segunda Guerra Mundial regresó a Suecia dos años más tarde.
En 1952, recibió su doctorado por la Universidad de Upsala, y fue entre 1958-1973 primer conservador en el Departamento de Botánica de la Universidad de Upsala. Desde 1973 hasta su jubilación en 1981 fue profesor en el Museo de Historia Natural de Estocolmo.
En 1954, participó en la expedición de París VIII del Congreso Internacional de Botánica a Guinea Francesa y Costa de Marfil.

## Algunas publicaciones
- 1939. Über die Zonationsverhältnisse der lakustrinen Flechten einiger Seen im Anebodagebiet. En Meddelanden från Lunds universitets limnologiska institution 1: 1—70

- 1952. Foliicolous lichens 1. Symbolae Botanicae Upsalienses 12 (1): 1—590

- 1984. The Lichens of Sweden and Norway. Estocolmo, 333 pp. ISBN 91-86510-00-2

- 1993. The Lichens and Lichenicolous Fungi of Sweden and Norway. Lund, 240 pp. ISBN 91-971255-8-X

- Con Moberg, R.; Nordin, A.; Tönsberg, T.; Vitikainen, O. 2004. Lichen-forming and Lichenicolous Fungi of Fennoscandia. Upsala, 359 pp. ISBN 91-972863-6-2

## Honores
- 1974: elegido miembro de la Academia Sueca de las Ciencias

### Epónimos
Géneros de fungi
- Santessonia Hale & Vobis, 1978

- Santessoniella Henssen, 1997

- Santessoniolichen Tomas. & Cif., 1952
- La abreviatura «R.Sant.» se emplea para indicar a Rolf Santesson como autoridad en la descripción y clasificación científica de los vegetales.[3]